# Hans Christer Holund
Hans Christer Holund (* 25. února 1989, Oslo) je bývalý norský reprezentant v běhu na lyžích. V národním týmu byl osm let a získal čtyři zlaté medaile a dva bronzy z mistrovství světa a dvě olympijské medaile. Ve Světovém poháru debutoval v roce 2009 v Lahti a startoval ve 145 závodech. Závodní kariéru se rozhodl ukončit ve svých 34 letech, v dubnu 2023 oznámil ukončení kariéry s ohledem na rodinu a dvě malé děti.

## Výsledky

### Výsledky na OH
| Rok  | Věk | 15 km | 30 km skiatlon | 50 km hromadný start | sprint | 4 × 10 km štafeta muži | sprint dvojic |
| ---- | --- | ----- | -------------- | -------------------- | ------ | ---------------------- | ------------- |
| 2018 | 29  | 6.    | 3.             | 6.                   | —      | —                      | —             |
| 2022 | 33  | 4.    | 4.             | 13.                  | —      | 2.                     | —             |

### Výsledky na MS
- 6 medailí – (4 zlata, 2 bronzy)

| Rok  | Věk | 15 km | 30 km skiatlon | 50 km hromadný start | sprint | 4 × 10 km štafeta | sprint dvojic |
| ---- | --- | ----- | -------------- | -------------------- | ------ | ----------------- | ------------- |
| 2017 | 28  | —     | —              | 10.                  | —      | —                 | —             |
| 2019 | 30  | —     | —              | 1.                   | —      | —                 | —             |
| 2021 | 32  | 1.    | 3.             | 4.                   | —      | 1.                | —             |
| 2023 | 34  | 3.    | —              | —                    | —      | 1.                | —             |